# Роман III Аргир
Роман III Аргир (грец. Ρωμανὸς Γ' ὁ Ἀργυρός, грец. Ἀργυρός означає срібло; 968 — 11 квітня 1034) — імператор Візантії з 1028 по 1034 роки.

## Біографія
Роман III Аргир походив із вірменських землевласників. Був сином Євстафія Аргира. По діду Роману Аргиру був родичем Македонської династії. Обіймав одну з вищих посад — епарха Константинополя. Він зійшов на трон, після того як перед смертю імператор Костянтин VIII фактично примусив його одружитися зі своєю донькою Зоєю, розлучившись перед тим з дружиною Оленою (від неї мав доньку, невідому на ім'я, що стала дружино Енріко, сина дожа П'єтро II Орсеоло).
Він пробував проводити незалежну політику, однак усі його починання не закінчувалися успіхом. Спроба зменшити податки завершилась дефіцитом скарбниці. Він видав надто великі суми грошей на будівництво та духовні цілі.

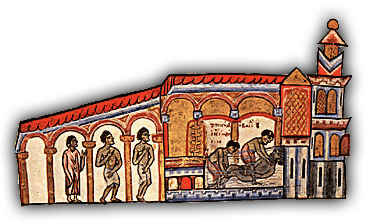
Вбивство Романа III (мініатюра з Хроніки Івана Скиліци)

1030 року Роман Аргир виступив проти арабів і персонально очолив армію й повів її на Алеппо. Однак у дорозі його перехопив противник і переміг у битві під Азацом біля Антіохії. Хоча він пізніше і здобув перемоги при обороні Едеси та над арабським флотом на Адріатиці, вони не збільшили його популярності.
Припускають його повільне отруєння дружиною. Проте смерть йому заподіяли змовники, прихильники Михаїла Пафлагонського, які задушили його 1034 року в лазні.